# AFC-mästerskapet i futsal 2016
AFC-mästerskapet i futsal 2016 var ett internationellt mästerskap i futsal, för herrlandslag, som är medlemmar i förbundet AFC (Asiens fotbollskonfederation). Mästerskapet var den 14:e i ordningen som man har spelat i AFC-mästerskapet i futsal.

## Resultat

### Gruppspel

#### Grupp A
| Nr | Lag          | S | V | O | F | GM | IM | MS | P |
| -- | ------------ | - | - | - | - | -- | -- | -- | - |
| 1  | Uzbekistan   | 3 | 3 | 0 | 0 | 9  | 3  | +6 | 9 |
| 2  | Kirgizistan  | 3 | 1 | 1 | 1 | 8  | 8  | 0  | 4 |
| 3  | Libanon      | 3 | 0 | 2 | 1 | 7  | 9  | −2 | 2 |
| 4  | Saudiarabien | 3 | 0 | 1 | 2 | 7  | 11 | −4 | 1 |

|       | 10 februari 2016 | Libanon                                                     | 4 – 4 | Kirgizistan                                                    | Uzbekistan-stadion                                     |                                                        |
| 16:00 | 16:00            | Mohamad Kobeissy 23′, 32′ Ali Tneich 24′ Hassan Zeitoun 28′ |       | Ermekov Ruslan 3′ Baigazy Ulanbek 9′ Alimov Maksadbek 25′, 40′ | Tasjkent Publik: 1 800 Domare: Tomohiro Kozaki (Japan) | Tasjkent Publik: 1 800 Domare: Tomohiro Kozaki (Japan) |
| 16:00 | 16:00            |                                                             |       |                                                                | Tasjkent Publik: 1 800 Domare: Tomohiro Kozaki (Japan) | Tasjkent Publik: 1 800 Domare: Tomohiro Kozaki (Japan) |
| 16:00 | 16:00            |                                                             |       |                                                                | Tasjkent Publik: 1 800 Domare: Tomohiro Kozaki (Japan) | Tasjkent Publik: 1 800 Domare: Tomohiro Kozaki (Japan) |

|       | 10 februari 2016 | Uzbekistan                                                                                | 5 – 2 | Saudiarabien                    | Uzbekistan-stadion                                       |                                                          |
| 19:00 | 19:00            | Choriev Davron 17′, 26′ Jamoliddin Shalipov 25′ Konstantin Sviridov 30′ Artur Yunusov 33′ |       | Essam Atiah 24′ Jwher Zafer 26′ | Tasjkent Publik: 2 600 Domare: Chris Colley (Australien) | Tasjkent Publik: 2 600 Domare: Chris Colley (Australien) |
| 19:00 | 19:00            |                                                                                           |       |                                 | Tasjkent Publik: 2 600 Domare: Chris Colley (Australien) | Tasjkent Publik: 2 600 Domare: Chris Colley (Australien) |
| 19:00 | 19:00            |                                                                                           |       |                                 | Tasjkent Publik: 2 600 Domare: Chris Colley (Australien) | Tasjkent Publik: 2 600 Domare: Chris Colley (Australien) |

|       | 12 februari 2016 | Saudiarabien                                       | 3 – 3 | Libanon                                                 | Uzbekistan-stadion                                        |                                                           |
| 16:30 | 16:30            | Abdulaziz Azmi 13′ Essam Atiah 14′ Aroan Nawaf 33′ |       | Abdulaziz Azmi 2′ (sjm.) Ahmad Kheir 14′ Ali Tneich 24′ | Tasjkent Publik: 1 800 Domare: Yuttakon Maiket (Thailand) | Tasjkent Publik: 1 800 Domare: Yuttakon Maiket (Thailand) |
| 16:30 | 16:30            |                                                    |       |                                                         | Tasjkent Publik: 1 800 Domare: Yuttakon Maiket (Thailand) | Tasjkent Publik: 1 800 Domare: Yuttakon Maiket (Thailand) |
| 16:30 | 16:30            |                                                    |       |                                                         | Tasjkent Publik: 1 800 Domare: Yuttakon Maiket (Thailand) | Tasjkent Publik: 1 800 Domare: Yuttakon Maiket (Thailand) |

|       | 12 februari 2016 | Kirgizistan          | 1 – 2 | Uzbekistan                 | Uzbekistan-stadion                                       |                                                          |
| 19:00 | 19:00            | Alimov Maksadbek 40′ |       | Rakhmatov Dilshod 20′, 23′ | Tasjkent Publik: 2 600 Domare: Rey Ritaga (Filippinerna) | Tasjkent Publik: 2 600 Domare: Rey Ritaga (Filippinerna) |
| 19:00 | 19:00            |                      |       |                            | Tasjkent Publik: 2 600 Domare: Rey Ritaga (Filippinerna) | Tasjkent Publik: 2 600 Domare: Rey Ritaga (Filippinerna) |
| 19:00 | 19:00            |                      |       |                            | Tasjkent Publik: 2 600 Domare: Rey Ritaga (Filippinerna) | Tasjkent Publik: 2 600 Domare: Rey Ritaga (Filippinerna) |

|       | 14 februari 2016 | Uzbekistan                                  | 2 – 0 | Libanon | Uzbekistan-stadion                                       |                                                          |
| 19:00 | 19:00            | Anorov Javlon 11′ Abdumavlyanov Farkhod 16′ |       |         | Tasjkent Publik: 2 600 Domare: Chris Colley (Australien) | Tasjkent Publik: 2 600 Domare: Chris Colley (Australien) |
| 19:00 | 19:00            |                                             |       |         | Tasjkent Publik: 2 600 Domare: Chris Colley (Australien) | Tasjkent Publik: 2 600 Domare: Chris Colley (Australien) |
| 19:00 | 19:00            |                                             |       |         | Tasjkent Publik: 2 600 Domare: Chris Colley (Australien) | Tasjkent Publik: 2 600 Domare: Chris Colley (Australien) |

|       | 14 februari 2016 | Kirgizistan                                               | 3 – 2 | Saudiarabien                    | Universal-stadion                                    |                                                      |
| 19:00 | 19:00            | Ermekov Rustam 4′ Chotbaev Ilias 16′ Alimov Maksadbek 38′ |       | Essam Atiah 1′ Eihab Nasser 40′ | Tasjkent Publik: 250 Domare: Tomohiro Kozaki (Japan) | Tasjkent Publik: 250 Domare: Tomohiro Kozaki (Japan) |
| 19:00 | 19:00            |                                                           |       |                                 | Tasjkent Publik: 250 Domare: Tomohiro Kozaki (Japan) | Tasjkent Publik: 250 Domare: Tomohiro Kozaki (Japan) |
| 19:00 | 19:00            |                                                           |       |                                 | Tasjkent Publik: 250 Domare: Tomohiro Kozaki (Japan) | Tasjkent Publik: 250 Domare: Tomohiro Kozaki (Japan) |

#### Grupp B
| Nr | Lag       | S | V | O | F | GM | IM | MS  | P |
| -- | --------- | - | - | - | - | -- | -- | --- | - |
| 1  | Iran      | 3 | 3 | 0 | 0 | 26 | 2  | +24 | 9 |
| 2  | Irak      | 3 | 2 | 0 | 1 | 12 | 17 | −5  | 6 |
| 3  | Kina      | 3 | 1 | 0 | 2 | 6  | 14 | −8  | 3 |
| 4  | Jordanien | 3 | 0 | 0 | 3 | 4  | 15 | −11 | 0 |

|       | 10 februari 2016 | Irak                                                                                    | 6 – 1 | Kina             | Universal-stadion                                      |                                                        |
| 16:00 | 16:00            | Waleed Khalid 13′, 30′ Hussein Al Zubaidi 19′ Rafid Hameed 26′ Said Abdulmalek 35′, 38′ |       | Wang Hongwei 20′ | Tasjkent Publik: 50 Domare: Trương Quốc Dũng (Vietnam) | Tasjkent Publik: 50 Domare: Trương Quốc Dũng (Vietnam) |
| 16:00 | 16:00            |                                                                                         |       |                  | Tasjkent Publik: 50 Domare: Trương Quốc Dũng (Vietnam) | Tasjkent Publik: 50 Domare: Trương Quốc Dũng (Vietnam) |
| 16:00 | 16:00            |                                                                                         |       |                  | Tasjkent Publik: 50 Domare: Trương Quốc Dũng (Vietnam) | Tasjkent Publik: 50 Domare: Trương Quốc Dũng (Vietnam) |

|       | 10 februari 2016 | Iran                                                                                        | 6 – 0 | Jordanien | Universal-stadion                                         |                                                           |
| 19:00 | 19:00            | Ali Asghar Hassanzadeh 2′, 27′ Hossein Tayebi 10′ Ghodrat Bahadori 31′ Mahdi Javid 34′, 36′ |       |           | Tasjkent Publik: 500 Domare: Lee Po-Fu (Kinesiska Taipei) | Tasjkent Publik: 500 Domare: Lee Po-Fu (Kinesiska Taipei) |
| 19:00 | 19:00            |                                                                                             |       |           | Tasjkent Publik: 500 Domare: Lee Po-Fu (Kinesiska Taipei) | Tasjkent Publik: 500 Domare: Lee Po-Fu (Kinesiska Taipei) |
| 19:00 | 19:00            |                                                                                             |       |           | Tasjkent Publik: 500 Domare: Lee Po-Fu (Kinesiska Taipei) | Tasjkent Publik: 500 Domare: Lee Po-Fu (Kinesiska Taipei) |

|       | 12 februari 2016 | Kina | 0 – 7 | Iran | Universal-stadion                                       |                                                         |
| 16:30 | 16:30            |      |       | Mohammad Taheri 1′ Ali Asghar Hassanzadeh 6′ Hamid Ahmadi 17′ Mohammad Keshavarz 26′, 28′ Hossein Tayebi 27′ Ghodrat Bahadori 32′ | Tasjkent Publik: 350 Domare: Hiroyuki Kobayashi (Japan) | Tasjkent Publik: 350 Domare: Hiroyuki Kobayashi (Japan) |
| 16:30 | 16:30            |      |       | | Tasjkent Publik: 350 Domare: Hiroyuki Kobayashi (Japan) | Tasjkent Publik: 350 Domare: Hiroyuki Kobayashi (Japan) |
| 16:30 | 16:30            |      |       | | Tasjkent Publik: 350 Domare: Hiroyuki Kobayashi (Japan) | Tasjkent Publik: 350 Domare: Hiroyuki Kobayashi (Japan) |

|       | 12 februari 2016 | Jordanien                              | 3 – 4 | Irak                                                                   | Universal-stadion                                    |                                                      |
| 19:00 | 19:00            | Samer Samih 5′, 29′ Nooreddin Atef 26′ |       | Waleed Khalid 21′ Rafid Hameed 29′ Salim Faisal 36′ Firas Mohammed 37′ | Tasjkent Publik: 300 Domare: Helday Idang (Malaysia) | Tasjkent Publik: 300 Domare: Helday Idang (Malaysia) |
| 19:00 | 19:00            |                                        |       |                                                                        | Tasjkent Publik: 300 Domare: Helday Idang (Malaysia) | Tasjkent Publik: 300 Domare: Helday Idang (Malaysia) |
| 19:00 | 19:00            |                                        |       |                                                                        | Tasjkent Publik: 300 Domare: Helday Idang (Malaysia) | Tasjkent Publik: 300 Domare: Helday Idang (Malaysia) |

|       | 14 februari 2016 | Iran | 13 – 2 | Irak                               | Uzbekistan-stadion                                        |                                                           |
| 16:30 | 16:30            | Mohammad Taheri 1′, 10′ Hossein Tayebi 3′, 11′, 18′, 28′ Ali Asghar Hassanzadeh 5′, 40′ Hamid Ahmadi 6′ Mahdi Javid 6′, 15′, 34′ Farhad Tavakoli 20′ |        | Waleed Khalid 17′ Amjad Kareem 38′ | Tasjkent Publik: 1 700 Domare: Trương Quốc Dũng (Vietnam) | Tasjkent Publik: 1 700 Domare: Trương Quốc Dũng (Vietnam) |
| 16:30 | 16:30            | |        |                                    | Tasjkent Publik: 1 700 Domare: Trương Quốc Dũng (Vietnam) | Tasjkent Publik: 1 700 Domare: Trương Quốc Dũng (Vietnam) |
| 16:30 | 16:30            | |        |                                    | Tasjkent Publik: 1 700 Domare: Trương Quốc Dũng (Vietnam) | Tasjkent Publik: 1 700 Domare: Trương Quốc Dũng (Vietnam) |

|       | 14 februari 2016 | Kina                                                                       | 5 – 1 | Jordanien          | Universal-stadion                                       |                                                         |
| 16:30 | 16:30            | Zeng Liang 25′ He Yihui 31′ Wang Hongwei 33′ Zhao Liang 36′ Li Jianjia 37′ |       | Mutaz Mohammad 39′ | Tasjkent Publik: 400 Domare: Yuttakon Maiket (Thailand) | Tasjkent Publik: 400 Domare: Yuttakon Maiket (Thailand) |
| 16:30 | 16:30            |                                                                            |       |                    | Tasjkent Publik: 400 Domare: Yuttakon Maiket (Thailand) | Tasjkent Publik: 400 Domare: Yuttakon Maiket (Thailand) |
| 16:30 | 16:30            |                                                                            |       |                    | Tasjkent Publik: 400 Domare: Yuttakon Maiket (Thailand) | Tasjkent Publik: 400 Domare: Yuttakon Maiket (Thailand) |

#### Grupp C
| Nr | Lag              | S | V | O | F | GM | IM | MS | P |
| -- | ---------------- | - | - | - | - | -- | -- | -- | - |
| 1  | Thailand         | 3 | 3 | 0 | 0 | 15 | 7  | +8 | 9 |
| 2  | Vietnam          | 3 | 2 | 0 | 1 | 14 | 8  | +6 | 6 |
| 3  | Kinesiska Taipei | 3 | 0 | 1 | 2 | 9  | 15 | −6 | 1 |
| 4  | Tadzjikistan     | 3 | 0 | 1 | 2 | 8  | 16 | −8 | 1 |

|       | 11 februari 2016 | Thailand                                                                       | 5 – 4 | Tadzjikistan                                                              | Universal-stadion                                        |                                                          |
| 16:30 | 16:30            | Suphawut Thueanklang 7′, 30′, 32′ Apiwat Chaemcharoen 25′ Wiwat Thaijaruen 40′ |       | Alimakhmadov Nekruz 11′ Mamedbabaev Mansu 21′ Sharipov Rahmonali 35′, 39′ | Tasjkent Publik: 100 Domare: Hasan Mousa Al-Gburi (Irak) | Tasjkent Publik: 100 Domare: Hasan Mousa Al-Gburi (Irak) |
| 16:30 | 16:30            |                                                                                |       |                                                                           | Tasjkent Publik: 100 Domare: Hasan Mousa Al-Gburi (Irak) | Tasjkent Publik: 100 Domare: Hasan Mousa Al-Gburi (Irak) |
| 16:30 | 16:30            |                                                                                |       |                                                                           | Tasjkent Publik: 100 Domare: Hasan Mousa Al-Gburi (Irak) | Tasjkent Publik: 100 Domare: Hasan Mousa Al-Gburi (Irak) |

|       | 11 februari 2016 | Vietnam                                                                                         | 5 – 4 | Kinesiska Taipei                                         | Universal-stadion                                                 |                                                                   |
| 19:00 | 19:00            | Nguyễn Bảo Quân 4′ (str.) Phùng Trọng Luân 6′ Lê Quốc Nam 28′ Trần Long Vũ 31′ Ngô Ngọc Sơn 37′ |       | Lin Chin-hung 4′, 31′ Chi Sheng-fa 26′ Huang Po Chun 39′ | Tasjkent Publik: 100 Domare: Husein Mahmoud Khalaileh (Jordanien) | Tasjkent Publik: 100 Domare: Husein Mahmoud Khalaileh (Jordanien) |
| 19:00 | 19:00            |                                                                                                 |       |                                                          | Tasjkent Publik: 100 Domare: Husein Mahmoud Khalaileh (Jordanien) | Tasjkent Publik: 100 Domare: Husein Mahmoud Khalaileh (Jordanien) |
| 19:00 | 19:00            |                                                                                                 |       |                                                          | Tasjkent Publik: 100 Domare: Husein Mahmoud Khalaileh (Jordanien) | Tasjkent Publik: 100 Domare: Husein Mahmoud Khalaileh (Jordanien) |

|       | 13 februari 2016 | Kinesiska Taipei                  | 2 – 7 | Thailand | Universal-stadion                                      |                                                        |
| 16:30 | 16:30            | Chu Chia-wei 14′ Lai Ming Hui 36′ |       | Suphawut Thueanklang 2′, 33′ Konghla Lakka 4′ Chang Chien-ying 22′ (sjm.) Jetsada Chudech 28′, 37′ Wiwat Thaijaruen 37′ | Tasjkent Publik: 100 Domare: Hawkar Salar Ahmed (Irak) | Tasjkent Publik: 100 Domare: Hawkar Salar Ahmed (Irak) |
| 16:30 | 16:30            |                                   |       | | Tasjkent Publik: 100 Domare: Hawkar Salar Ahmed (Irak) | Tasjkent Publik: 100 Domare: Hawkar Salar Ahmed (Irak) |
| 16:30 | 16:30            |                                   |       | | Tasjkent Publik: 100 Domare: Hawkar Salar Ahmed (Irak) | Tasjkent Publik: 100 Domare: Hawkar Salar Ahmed (Irak) |

|       | 13 februari 2016 | Tadzjikistan        | 1 – 8 | Vietnam | Universal-stadion                                                            |                                                                              |
| 19:00 | 19:00            | Sardorov Fayzali 9′ |       | Dương Anh Tùng 1′, 22′ Trần Văn Vũ 14′, 37′ Nguyễn Bảo Quân 20′ Lê Quốc Nam 27′ Trần Long Vũ 34′ Phùng Trọng Luân 35′ | Tasjkent Publik: 300 Domare: Khamis Hassan Al Shamsi (Förenade arabemiraten) | Tasjkent Publik: 300 Domare: Khamis Hassan Al Shamsi (Förenade arabemiraten) |
| 19:00 | 19:00            |                     |       | | Tasjkent Publik: 300 Domare: Khamis Hassan Al Shamsi (Förenade arabemiraten) | Tasjkent Publik: 300 Domare: Khamis Hassan Al Shamsi (Förenade arabemiraten) |
| 19:00 | 19:00            |                     |       | | Tasjkent Publik: 300 Domare: Khamis Hassan Al Shamsi (Förenade arabemiraten) | Tasjkent Publik: 300 Domare: Khamis Hassan Al Shamsi (Förenade arabemiraten) |

|       | 15 februari 2016 | Thailand                           | 3 – 1 | Vietnam        | Uzbekistan-stadion                                       |                                                          |
| 19:00 | 19:00            | Suphawut Thueanklang 31′, 40′, 40′ |       | Vũ Xuân Du 38′ | Tasjkent Publik: 700 Domare: Hasan Mousa Al-Gburi (Irak) | Tasjkent Publik: 700 Domare: Hasan Mousa Al-Gburi (Irak) |
| 19:00 | 19:00            |                                    |       |                | Tasjkent Publik: 700 Domare: Hasan Mousa Al-Gburi (Irak) | Tasjkent Publik: 700 Domare: Hasan Mousa Al-Gburi (Irak) |
| 19:00 | 19:00            |                                    |       |                | Tasjkent Publik: 700 Domare: Hasan Mousa Al-Gburi (Irak) | Tasjkent Publik: 700 Domare: Hasan Mousa Al-Gburi (Irak) |

|       | 15 februari 2016 | Kinesiska Taipei                                         | 3 – 3 | Tadzjikistan                                                       | Universal-stadion                                                 |                                                                   |
| 19:00 | 19:00            | Chu Chia-wei 26′ Lin Chien-hsun 36′ Chang Chien-ying 39′ |       | Alimakhmadov Nekruz 2′ Halimov Shavqat 29′ Tillozoda Mehruboni 40′ | Tasjkent Publik: 100 Domare: Mahmoud Husein Khalaileh (Jordanien) | Tasjkent Publik: 100 Domare: Mahmoud Husein Khalaileh (Jordanien) |
| 19:00 | 19:00            |                                                          |       |                                                                    | Tasjkent Publik: 100 Domare: Mahmoud Husein Khalaileh (Jordanien) | Tasjkent Publik: 100 Domare: Mahmoud Husein Khalaileh (Jordanien) |
| 19:00 | 19:00            |                                                          |       |                                                                    | Tasjkent Publik: 100 Domare: Mahmoud Husein Khalaileh (Jordanien) | Tasjkent Publik: 100 Domare: Mahmoud Husein Khalaileh (Jordanien) |

#### Grupp D
| Nr | Lag        | S | V | O | F | GM | IM | MS  | P |
| -- | ---------- | - | - | - | - | -- | -- | --- | - |
| 1  | Japan      | 3 | 3 | 0 | 0 | 15 | 2  | +13 | 9 |
| 2  | Australien | 3 | 2 | 0 | 1 | 8  | 6  | +2  | 6 |
| 3  | Qatar      | 3 | 1 | 0 | 2 | 8  | 8  | 0   | 3 |
| 4  | Malaysia   | 3 | 0 | 0 | 3 | 4  | 19 | −15 | 0 |

|       | 11 februari 2016 | Japan                | 1 – 0 | Qatar | Uzbekistan-stadion                                       |                                                          |
| 16:30 | 16:30            | Tomoaki Watanabe 16′ |       |       | Tasjkent Publik: 430 Domare: Nurdin Bukuev (Kirgizistan) | Tasjkent Publik: 430 Domare: Nurdin Bukuev (Kirgizistan) |
| 16:30 | 16:30            |                      |       |       | Tasjkent Publik: 430 Domare: Nurdin Bukuev (Kirgizistan) | Tasjkent Publik: 430 Domare: Nurdin Bukuev (Kirgizistan) |
| 16:30 | 16:30            |                      |       |       | Tasjkent Publik: 430 Domare: Nurdin Bukuev (Kirgizistan) | Tasjkent Publik: 430 Domare: Nurdin Bukuev (Kirgizistan) |

|       | 11 februari 2016 | Australien                              | 2 – 1 | Malaysia                             | Uzbekistan-stadion                                             |                                                                |
| 19:00 | 19:00            | Jarrod Basger 24′ Gregory Giovenali 26′ |       | Mohd Khairul Effendy Mohd Bahrin 19′ | Tasjkent Publik: 1 000 Domare: Vahid Arzpeyma Mohammreh (Iran) | Tasjkent Publik: 1 000 Domare: Vahid Arzpeyma Mohammreh (Iran) |
| 19:00 | 19:00            |                                         |       |                                      | Tasjkent Publik: 1 000 Domare: Vahid Arzpeyma Mohammreh (Iran) | Tasjkent Publik: 1 000 Domare: Vahid Arzpeyma Mohammreh (Iran) |
| 19:00 | 19:00            |                                         |       |                                      | Tasjkent Publik: 1 000 Domare: Vahid Arzpeyma Mohammreh (Iran) | Tasjkent Publik: 1 000 Domare: Vahid Arzpeyma Mohammreh (Iran) |

|       | 13 februari 2016 | Malaysia        | 1 – 11 | Japan | Uzbekistan-stadion                               |                                                  |
| 16:30 | 16:30            | Afif Asyraf 14′ |        | Tomoki Yoshikawa 3′ Manabu Takita 3′, 7′ Kaoru Morioka 13′ Nobuya Osodo 13′ Tomoaki Watanabe 15′ Rafael Henmi 15′ Ryosuke Nishirani 16′, 19′ Kazuhiro Nibuya 19′ Yuki Murota 40′ | Tasjkent Publik: 430 Domare: Liu Jianqiao (Kina) | Tasjkent Publik: 430 Domare: Liu Jianqiao (Kina) |
| 16:30 | 16:30            |                 |        | | Tasjkent Publik: 430 Domare: Liu Jianqiao (Kina) | Tasjkent Publik: 430 Domare: Liu Jianqiao (Kina) |
| 16:30 | 16:30            |                 |        | | Tasjkent Publik: 430 Domare: Liu Jianqiao (Kina) | Tasjkent Publik: 430 Domare: Liu Jianqiao (Kina) |

|       | 13 februari 2016 | Qatar                                      | 2 – 5 | Australien                                                       | Uzbekistan-stadion                           |                                              |
| 19:00 | 19:00            | Hadi Jaber Al-Braidi 3′ Lucas Oliveira 27′ |       | Daniel Fogarty 2′ Gregory Giovenali 3′, 26′ Tobias Seeto 4′, 37′ | Tasjkent Publik: 1 000 Domare: An Ran (Kina) | Tasjkent Publik: 1 000 Domare: An Ran (Kina) |
| 19:00 | 19:00            |                                            |       |                                                                  | Tasjkent Publik: 1 000 Domare: An Ran (Kina) | Tasjkent Publik: 1 000 Domare: An Ran (Kina) |
| 19:00 | 19:00            |                                            |       |                                                                  | Tasjkent Publik: 1 000 Domare: An Ran (Kina) | Tasjkent Publik: 1 000 Domare: An Ran (Kina) |

|       | 15 februari 2016 | Japan                                                 | 3 – 1 | Australien            | Uzbekistan-stadion                                       |                                                          |
| 16:30 | 16:30            | Rafael Henmi 8′ Kaoru Morioka 19′ Kazuhiro Nibuya 34′ |       | Gregory Giovenali 12′ | Tasjkent Publik: 435 Domare: Nurdin Bukuev (Kirgizistan) | Tasjkent Publik: 435 Domare: Nurdin Bukuev (Kirgizistan) |
| 16:30 | 16:30            |                                                       |       |                       | Tasjkent Publik: 435 Domare: Nurdin Bukuev (Kirgizistan) | Tasjkent Publik: 435 Domare: Nurdin Bukuev (Kirgizistan) |
| 16:30 | 16:30            |                                                       |       |                       | Tasjkent Publik: 435 Domare: Nurdin Bukuev (Kirgizistan) | Tasjkent Publik: 435 Domare: Nurdin Bukuev (Kirgizistan) |

|       | 15 februari 2016 | Malaysia                                 | 2 – 6 | Qatar                                                                   | Universal-stadion                                 |                                                   |
| 16:30 | 16:30            | Akmarulnizam Bin Mohd 2′ Afif Asyraf 18′ |       | Mohamed Ali 2′ Saad Bilal 5′ Hadi Jaber 9′, 26′ Lucas Oliveira 39′, 40′ | Tasjkent Publik: 50 Domare: Vahid Arzpeyma (Iran) | Tasjkent Publik: 50 Domare: Vahid Arzpeyma (Iran) |
| 16:30 | 16:30            |                                          |       |                                                                         | Tasjkent Publik: 50 Domare: Vahid Arzpeyma (Iran) | Tasjkent Publik: 50 Domare: Vahid Arzpeyma (Iran) |
| 16:30 | 16:30            |                                          |       |                                                                         | Tasjkent Publik: 50 Domare: Vahid Arzpeyma (Iran) | Tasjkent Publik: 50 Domare: Vahid Arzpeyma (Iran) |

### Utslagsspel

#### Kvartsfinaler
|       | 17 februari 2016 | Uzbekistan                 | 3 – 0 | Irak | Uzbekistan-stadion                                 |                                                    |
| 16:00 | 16:00            | Dilshod 18′, 39′ Nodir 31′ |       |      | Tasjkent Publik: 2 600 Domare: Liu Jianqiao (Kina) | Tasjkent Publik: 2 600 Domare: Liu Jianqiao (Kina) |
| 16:00 | 16:00            |                            |       |      | Tasjkent Publik: 2 600 Domare: Liu Jianqiao (Kina) | Tasjkent Publik: 2 600 Domare: Liu Jianqiao (Kina) |
| 16:00 | 16:00            |                            |       |      | Tasjkent Publik: 2 600 Domare: Liu Jianqiao (Kina) | Tasjkent Publik: 2 600 Domare: Liu Jianqiao (Kina) |

|       | 17 februari 2016 | Thailand                                                                                           | 6 – 1 | Australien            | Universal-stadion                                    |                                                      |
| 16:00 | 16:00            | Jirawat Sornwichian 5′, 39′ Suphawut Thueanklang 10′, 39′ Jetsada Chudech 27′ Wiwat Thaijaruen 33′ |       | Gregory Giovenali 20′ | Tasjkent Publik: 500 Domare: Tomohiro Kozaki (Japan) | Tasjkent Publik: 500 Domare: Tomohiro Kozaki (Japan) |
| 16:00 | 16:00            | |       |                       | Tasjkent Publik: 500 Domare: Tomohiro Kozaki (Japan) | Tasjkent Publik: 500 Domare: Tomohiro Kozaki (Japan) |
| 16:00 | 16:00            | |       |                       | Tasjkent Publik: 500 Domare: Tomohiro Kozaki (Japan) | Tasjkent Publik: 500 Domare: Tomohiro Kozaki (Japan) |

|       | 17 februari 2016 | Iran | 7 – 0 | Kirgizistan | Uzbekistan-stadion                                      |                                                         |
| 19:00 | 19:00            | Hossein Tayyebi 7′, 15′, 32′ Mohammad Taheri 8′ Ali Asghar Hassanzadeh 26′ Ghodrat Bahadori 26′ Mehran Alighader 29′ |       |             | Tasjkent Publik: 700 Domare: Trương Quốc Dũng (Vietnam) | Tasjkent Publik: 700 Domare: Trương Quốc Dũng (Vietnam) |
| 19:00 | 19:00            | |       |             | Tasjkent Publik: 700 Domare: Trương Quốc Dũng (Vietnam) | Tasjkent Publik: 700 Domare: Trương Quốc Dũng (Vietnam) |
| 19:00 | 19:00            | |       |             | Tasjkent Publik: 700 Domare: Trương Quốc Dũng (Vietnam) | Tasjkent Publik: 700 Domare: Trương Quốc Dũng (Vietnam) |

|       | 17 februari 2016 | Japan                                          | 4 – 4 (e.fl.)              | Vietnam                                              | Universal-stadion                                        |                                                          |
| 19:00 | 19:00            | Kazuhiro Nibuya 8′, 26′ Kaoru Morioka 13′, 42′ |                            | Trần Văn Vũ 14′, 39′ Danh Phát 35′ Trần Thái Huy 49′ | Tasjkent Publik: 150 Domare: Nurdin Bukuev (Kirgizistan) | Tasjkent Publik: 150 Domare: Nurdin Bukuev (Kirgizistan) |
| 19:00 | 19:00            |                                                |                            |                                                      | Tasjkent Publik: 150 Domare: Nurdin Bukuev (Kirgizistan) | Tasjkent Publik: 150 Domare: Nurdin Bukuev (Kirgizistan) |
| 19:00 | 19:00            | Kaoru Morioka Rafael Henmi Kazuhiro Nibuya     | Straffsparksläggning 1 – 2 | Nguyễn Bảo Quân Dương Anh Tùng Phùng Trọng Luân      | Tasjkent Publik: 150 Domare: Nurdin Bukuev (Kirgizistan) | Tasjkent Publik: 150 Domare: Nurdin Bukuev (Kirgizistan) |

#### Femteplats playoff
|       | 18 februari 2016 | Irak                                                                 | 3 – 5 | Australien                                                       | Uzbekistan-stadion                                      |                                                         |
| 16:00 | 16:00            | Mustafa Bachay Hamza 8′ Saif Abdul-Malek Mohammed 38′ Salim Abed 39′ |       | Jarrod Basger 6′, 20′ Daniel Fogarty 11′, 37′ Wade Giovenali 35′ | Tasjkent Publik: 230 Domare: Trương Quốc Dũng (Vietnam) | Tasjkent Publik: 230 Domare: Trương Quốc Dũng (Vietnam) |
| 16:00 | 16:00            |                                                                      |       |                                                                  | Tasjkent Publik: 230 Domare: Trương Quốc Dũng (Vietnam) | Tasjkent Publik: 230 Domare: Trương Quốc Dũng (Vietnam) |
| 16:00 | 16:00            |                                                                      |       |                                                                  | Tasjkent Publik: 230 Domare: Trương Quốc Dũng (Vietnam) | Tasjkent Publik: 230 Domare: Trương Quốc Dũng (Vietnam) |

|       | 18 februari 2016 | Kirgizistan                                                                     | 6 – 2 | Japan                            | Universal-stadion                                            |                                                              |
| 16:00 | 16:00            | Baigazy Uulu Ulanbek 10′, 30′ Chotbaev Ilias 13′ Alimov Maksadbek 24′, 36′, 40′ |       | Rafael Henmi 26′ Shota Hoshi 39′ | Tasjkent Publik: 100 Domare: Vahid Arzpeyma Mohamareh (Iran) | Tasjkent Publik: 100 Domare: Vahid Arzpeyma Mohamareh (Iran) |
| 16:00 | 16:00            |                                                                                 |       |                                  | Tasjkent Publik: 100 Domare: Vahid Arzpeyma Mohamareh (Iran) | Tasjkent Publik: 100 Domare: Vahid Arzpeyma Mohamareh (Iran) |
| 16:00 | 16:00            |                                                                                 |       |                                  | Tasjkent Publik: 100 Domare: Vahid Arzpeyma Mohamareh (Iran) | Tasjkent Publik: 100 Domare: Vahid Arzpeyma Mohamareh (Iran) |

#### Match om femteplats
|       | 19 februari 2016 | Australien                                            | 3 – 1 | Kirgizistan      | Universal-stadion                                       |                                                         |
| 16:00 | 16:00            | Daine Merrin 6′ Grant Lynch 20′ Gregory Giovenali 32′ |       | Emil Kanetov 37′ | Tasjkent Publik: 100 Domare: Trương Quốc Dũng (Vietnam) | Tasjkent Publik: 100 Domare: Trương Quốc Dũng (Vietnam) |
| 16:00 | 16:00            |                                                       |       |                  | Tasjkent Publik: 100 Domare: Trương Quốc Dũng (Vietnam) | Tasjkent Publik: 100 Domare: Trương Quốc Dũng (Vietnam) |
| 16:00 | 16:00            |                                                       |       |                  | Tasjkent Publik: 100 Domare: Trương Quốc Dũng (Vietnam) | Tasjkent Publik: 100 Domare: Trương Quốc Dũng (Vietnam) |

#### Semifinaler
|       | 19 februari 2016 | Uzbekistan                                              | 2 – 2 (e.fl.)              | Thailand                                 | Uzbekistan-stadion                                             |                                                                |
| 16:00 | 16:00            | Jirawat 23′ (sjm.) Yunusov 48′                          |                            | Jetsada 24′ Apiwat 41′                   | Tasjkent Publik: 2 600 Domare: Christopher Colley (Australien) | Tasjkent Publik: 2 600 Domare: Christopher Colley (Australien) |
| 16:00 | 16:00            |                                                         |                            |                                          | Tasjkent Publik: 2 600 Domare: Christopher Colley (Australien) | Tasjkent Publik: 2 600 Domare: Christopher Colley (Australien) |
| 16:00 | 16:00            | Konstantin Sviridov Irsaliev Dilshod Fakhriddinov Feruz | Straffsparksläggning 3 – 1 | Suphawut Thueanklang Jirawat Sornwichian | Tasjkent Publik: 2 600 Domare: Christopher Colley (Australien) | Tasjkent Publik: 2 600 Domare: Christopher Colley (Australien) |

|       | 19 februari 2016 | Iran | 13 – 1 | Vietnam              | Uzbekistan-stadion                                         |                                                            |
| 19:00 | 19:00            | Mahdi Javid 2′, 20′, 32′ Farhad Tavakoli 8′, 8′, 20′, 22′ Hamid Ahmadi 13′ Hossein Tayebi 16′, 27′ Alireza Vafaei 26′ Mohammad Keshavarz 37′, 39′ |        | Phùng Trọng Luân 17′ | Tasjkent Publik: 2 000 Domare: Nurdin Bukuev (Kirgizistan) | Tasjkent Publik: 2 000 Domare: Nurdin Bukuev (Kirgizistan) |
| 19:00 | 19:00            | |        |                      | Tasjkent Publik: 2 000 Domare: Nurdin Bukuev (Kirgizistan) | Tasjkent Publik: 2 000 Domare: Nurdin Bukuev (Kirgizistan) |
| 19:00 | 19:00            | |        |                      | Tasjkent Publik: 2 000 Domare: Nurdin Bukuev (Kirgizistan) | Tasjkent Publik: 2 000 Domare: Nurdin Bukuev (Kirgizistan) |

#### Match om tredjepris
|       | 21 februari 2016 | Thailand | 8 – 0 | Vietnam | Uzbekistan-stadion                           |                                              |
| 16:00 | 16:00            | Jetsada Chudech 6′ Apiwat Chaemcharoen 11′, 12′ Suphawut Thueanklang 18′ (str.), 18′ (str.), 36′, 40′ Jirawat Sornwichian 34′ |       |         | Tasjkent Publik: 2 000 Domare: An Ran (Kina) | Tasjkent Publik: 2 000 Domare: An Ran (Kina) |
| 16:00 | 16:00            | |       |         | Tasjkent Publik: 2 000 Domare: An Ran (Kina) | Tasjkent Publik: 2 000 Domare: An Ran (Kina) |
| 16:00 | 16:00            | |       |         | Tasjkent Publik: 2 000 Domare: An Ran (Kina) | Tasjkent Publik: 2 000 Domare: An Ran (Kina) |

#### Final
|       | 21 februari 2016 | Uzbekistan           | 1 – 2 | Iran                                       | Uzbekistan-stadion                                     |                                                        |
| 19:00 | 19:00            | Irsaliev Dilshodi 6′ |       | Ghodrat Bahadori 9′ Mohammad Keshavarz 14′ | Tasjkent Publik: 2 600 Domare: Kozaki Tomohiro (Japan) | Tasjkent Publik: 2 600 Domare: Kozaki Tomohiro (Japan) |
| 19:00 | 19:00            |                      |       |                                            | Tasjkent Publik: 2 600 Domare: Kozaki Tomohiro (Japan) | Tasjkent Publik: 2 600 Domare: Kozaki Tomohiro (Japan) |
| 19:00 | 19:00            |                      |       |                                            | Tasjkent Publik: 2 600 Domare: Kozaki Tomohiro (Japan) | Tasjkent Publik: 2 600 Domare: Kozaki Tomohiro (Japan) |